# NGC 941
NGC 941 је спирална галаксија у сазвежђу Кит која се налази на NGC листи објеката дубоког неба.
Деклинација објекта је - 1° 9' 4" а ректасцензија 2h 28m 27,8s. Привидна величина (магнитуда) објекта NGC 941 износи 12,2 а фотографска магнитуда 12,9. Налази се на удаљености од 20,4000 милиона парсека од Сунца. NGC 941 је још познат и под ознакама UGC 1954, MCG 0-7-22, CGCG 388-23, KUG 0225-013, IRAS 02259-0122, PGC 9414.